# Slaget vid Savitaipal
Slaget vid Savitaipal (modern stavning Savitaipale) ägde rum den 3 juni 1790 under Gustav III:s ryska krig. General Gustaf Mauritz Armfelt ledde en brigad mot ryska ställningar vid Savitaipale. Målet var bland annat att tränga fram mot Villmanstrand för att kunna understödja skärgårdsflottan i Finska viken. Svenskarna förlorade slaget och var tvungna att dra sig tillbaka med en förlust av 372 dödade, sårade och tillfångatagna soldater. Armfelt blev sårad i högra axeln när han ledde livbataljonen ur Närke-Värmlands regemente i ett anfall mot dom ryska styrkorna. Enligt ryska källor ska dock de svenska förlusterna ha uppgåt till 750 man. Ryssarna uppskattade sina egna förluster till 60 dödade och sårade medan svenska källor hävdar att så många som 800 ryssar ska ha dödats.

## Slaget
Armfelts plan gick ut på att dela upp sin styrka i tre kolonner som skulle anfalla ryssarna från tre olika håll. Armfelt själv ledde huvudkolonnen som avgick söderut från Kärnäkoski fästning som ligger runt 7 km norr om det moderna Savitaipale. En annan kolonn under överstelöjtnant Johan Henrik Tawast avgick österut med order att sen gå söder för att kringgå ryssarna från Villmanstrandsidan och anfalla dom i ryggen. En tredje styrka under överstelöjtnant Hans Henrik Gripenberg skulle avgå från Suomenniemi och med pråmar färdas över sjön i sydostlig riktning och landstiga väster om Savaitaipale och göra sitt anfall från väst. 
Som en avledande manöver skulle två kanonbåtar under majoren Dubordieu beskjuta dom ryska ställningarna vid Savaitaipale. Kanonbåtarna var lastade med lätta sårade och sjuka soldater för att ge sken av att det var en landstigningsstyrka. Planen, som beskrivits av det samtida befälet Georg Henrik Jägerhorn som ”välgrundad” och ”något vidsträckt”, misslyckades i dess huvudsyfte att sammanföra dom tre kolonnerna till dom utgivna platserna på rätt tid. Den östra styrkan under Tawast blev fördröjd under deras marsch genom skogarna till deras utgångspunkt. Enligt rapporten var det på grund av dåliga vägvisare och det ledde till att denna styrka inte var på plats i tid för ett gemensamt anfall mot ställningarna vid Savitaipale. Den västra styrkan under Gripenberg stötte på en avdelning ryska jägarsoldater och blev på så vis också fördröjd. Armfelt med huvudstyrkan kom fram till Savaitaipale vid runt 1030 och ungefär samtidigt öppnade dom två kanonbåtarna eld mot ryska ställningarna.
Armfelt beslutade att genast gå till anfall i tron att dom andra två kolonnerna var i närheten. Armfelt grupperade sina sju kanoner på en höjd i närheten och anföll rakt mot ryssarna. Den svenska styrkan led svåra förluster under framryckningen, especiellt bland officerarna och den svenska linjen började vika. Armfelt och sina officerare försökte stabilisera linjen och uppmuntra trupperna i den tunga elden. En av dom svenska kanonerna vars besättning hade stupat togs över av Armfelt och några av hans officerare som betjänade pjäsen och sköt mot ryssarnas linjer.
Armfelt såg att striden var ojämn när det gällde eldkraft och beslutade då att leda ett nytt anfall personligen mot dom ryska linjerna. Han ledde livbataljonen av Närke-Värmlands regemente och avancerade framåt under tung eldgivning från ryssarna. Under framryckningen blev Armfelt träffad i axeln av en muskötkula och föll svårt sårad. Armfelt skulle ha tillfångatagits om det inte vore för adjutanten major Axel Friedrich Meijerfeldt som hjälpte Armfelt upp på en häst. Slaget var förlorat och trupperna drog sig tillbaka dock utan att bli förföljd av ryssarna.
Förlusterna var stora. Enligt Närke-Värmlands officiella rapport uppgick deras förluster till 26 officerare,15 underofficerare och 331 övrigt manskap. Armfelt själv var svårt sårad och lämnade befälet av brigaden som senare skulle tas över av Fabian Wrede. Trots att Savitaipale var ett nederlag fick Armfelt serafimerorden av kungen och en befodran till generalmajor. 

## Slagordning

### Svenska armén
Vid slaget deltog hela, eller delar av följande förband.
- Närke-Värmlands regemente, andra bataljonen samt 40 Värmlands jägare.
- Förband från Dalarna, 320 man
- Jönköpings regemente, 196 man
- Savolax fotjägarregemente
- Karelska dragonkåren, mindre enhet.
- Tavastehus läns infanteriregemente
- 6 kanoner och en haubits.
- Två kanonbåtar.